# 강원고용노동지청
강원고용노동지청(江原雇傭勞動支廳)은 근로자 권익보호 및 복지증진, 노사관계 안정과 산업재해예방, 고용창출을 위한 각종 고용지원사업 등을 수행하기 위해 설립된 대한민국 고용노동부 중부지방고용노동청 소속기관으로 강원고용노동지청장(4급)은 서기관 또는 기술서기관으로 보한다. 강원특별자치도 춘천시 후석로 440번길 64(후평동) 정부춘천지방합동청사 2층에 위치하고 있다.

## 연혁
- 1965년 6월 2일 춘천산업재해보상보험사무소 신설
- 1981년 4월 8일 노동청의 노동부 승격으로 노동부 춘천지방사무소로 명칭 변경
- 1987년 12월 9일 춘천지방노동사무소로 명칭 변경
- 1998년 11월 20일 춘천고용안정센터 개소
- 2000년 10월 30일 홍천고용안정센터 개소
- 2001년 2월 15일 가평고용안정센터분소 개소
- 2001년 3월 13일 성취프로그램운영실 개소
- 2003년 12월 20일 춘천지방노동사무소 본소 춘천지방합동청사 2층으로 이전
- 2004년 7월 1일 가평고용안정센터분소 춘천고용안정센터로 통합
- 2004년 11월 1일 홍천고용안정센터 춘천고용안정센터로 이전
- 2005년 1월 1일 춘천고용안정센터에서 춘천종합고용안정센터로 확대 개편
- 2006년 8월 16일 춘천종합고용안정센터에서 춘천종합고용지원센터로 명칭 변경 및 조직 개편
- 2010년 7월 5일 노동부에서 고용노동부로 확대 개편
- 2010년 7월 12일 중부지방고용노동청 춘천고용노동지청으로 조직 개편
- 2011년 3월 2일 고용노동부 중부지방고용노동청 강원노동지청으로 명칭 변경[3]

## 관할 구역

### 강원특별자치도
- 춘천시
- 화천군
- 양구군
- 홍천군
- 인제군

### 경기도
- 가평군

## 조직

### 강원고용노동지청장
- 근로개선지도과
- 산재예방지도과

### 소속기관
- 춘천고용센터